# Bröllopet mellan kronprinsessan Victoria och Daniel Westling
Bröllopet mellan kronprinsessan Victoria och Daniel Westling hölls i Stockholm den 19 juni 2010. Bröllopet var det första kronprinsessbröllopet i Sverige. Genom vigseln blev också brudgummen prins av Sverige och hertig av Västergötland samt efter akten utnämnd till riddare av Serafimerorden. Efter vigselakten i Storkyrkan fördes brudparet i kortege genom Stockholms innerstad och roddes i kungaslupen Vasaorden till Stockholms slott. Evenemanget bevakades av 1 960 journalister och direktsändes i bland annat svenska och tyska tv-kanaler.

## Förlovning och tiden fram till bröllopet
Den 24 februari 2009 eklaterades förlovning mellan kronprinsessan Victoria och Daniel Westling vid en pressträff i prinsessan Sibyllas våning på Stockholms slott, sedan kung Carl XVI Gustaf och regeringen gett sitt samtycke. Paret hade varit tillsammans sedan omkring 2002, och hade lärt känna varandra genom att han varit hennes personliga tränare. Daniel Westling hade bott på Drottningholms slott sedan 2008, dock utan att officiellt vara kronprinsessans sambo.
Dagen för vigseln fastställdes till den 19 juni 2010. Datumet är samma som valdes för bröllopet mellan kronprinsessans föräldrar 1976, bröllopet mellan kronprins Oscar och Josefina av Leuchtenberg 1823 samt mellan sedermera kung Karl XV och Lovisa av Nederländerna 1850. Den första lysningen ägde rum den 30 maj, under en lysningsgudstjänst i Slottskyrkan, och därefter var det lysning den 1 och 3 juni.

### Brudgummens ställning
Daniel Westling har medelklassbakgrund och hade innan han träffade kronprinsessan varit gymägare och friskvårdare. I samband med vigseln blev han medlem av den svenska kungafamiljen, prins av Sverige och hertig av Västergötland eftersom hustrun är hertiginna av detta landskap. Han kom därmed att lägga bort sitt efternamn Westling och blev medlem av ätten Bernadotte, vilket också såväl prinsessan Estelle som eventuella framtida barn kommer att bli.

### Debatt om brudöverlämning
Brudparets önskemål om att kronprinsessan skulle ledas till altaret av sin far för överlämning till brudgummen skapade debatt. Kritiker menade att brudöverlämning från far till brudgum symboliserar att kvinnans myndighet lämnas över från fadern till mannen, vilket strider mot Svenska kyrkans ordning som säger att brudparet ska gå uppför altargången tillsammans. Hovet förklarade och försvarade brudöverlämningen med uttalandet ”Konungen för fram tronföljaren och lämnar över henne till en man som blivit accepterad”. Överlämningen skedde dock i enlighet med de kungliga önskemålen, och kronprinsessan överlämnades nedanför kortrappan. I media framkom uppgiften att detta var resultatet av en kompromiss. Detta tillbakavisades dock av ärkebiskopen; om brudöverlämning tillämpas i ett kyrkorum sker det alltid nedanför kortrappan.

## Aktiviteter före och efter bröllopsdagen

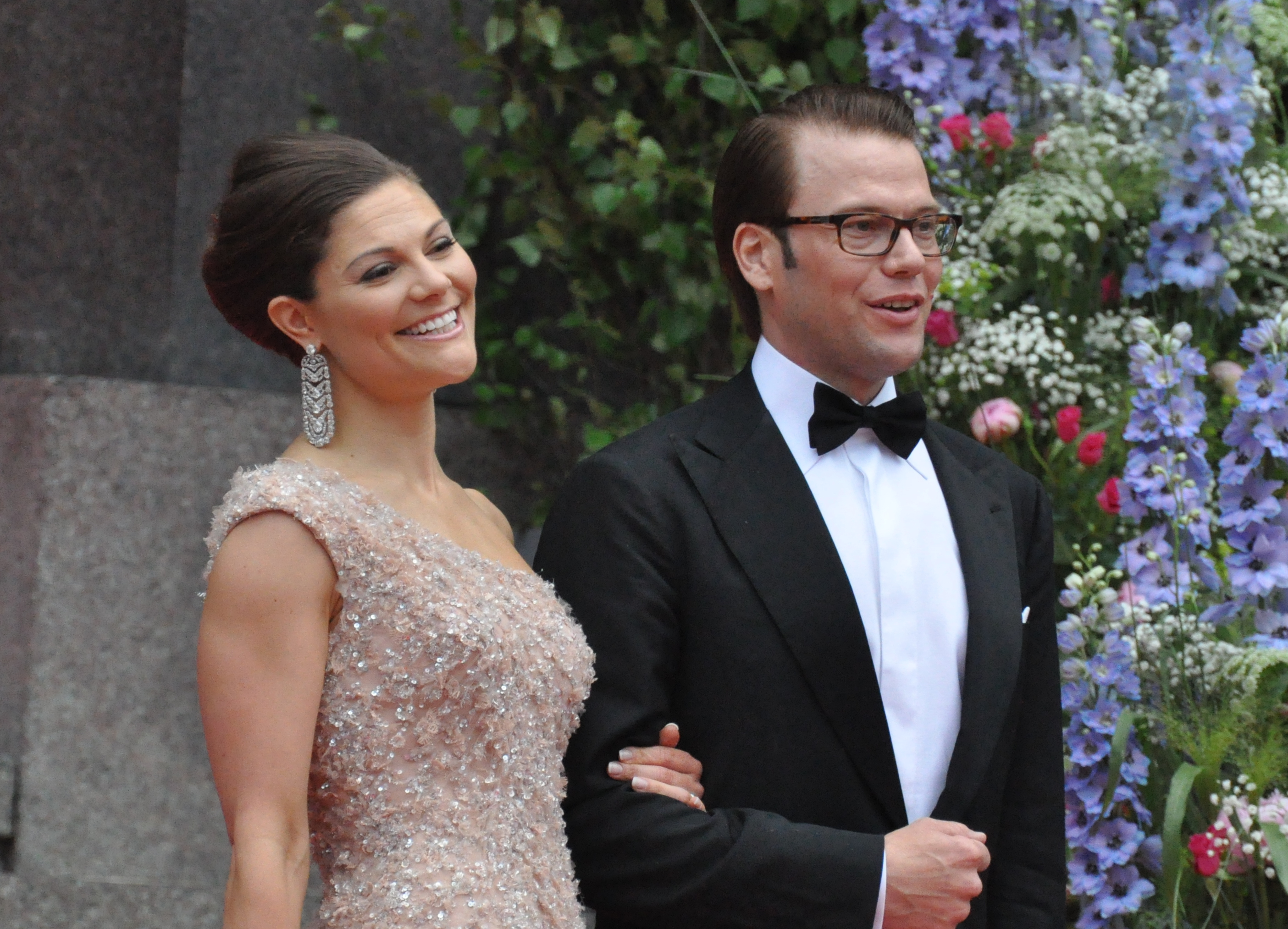
Kronprinsessan Victoria och Daniel Westling vid Riksdagens galaföreställning i Konserthuset den 18 juni.

Bröllopet inleddes med officiella mottagningar i tre dagar före vigseln. Den 16 juni hölls landshövdingarnas middag på ostindiefararen Götheborg, varvid kungafamiljen, brudgummen samt landshövding med respektive och tre länsbor från vardera län närvarade. Vid bjudningen serverades 25 rätter som skulle påminna om landets landskapsrätter. Följande dag, den 17 juni, hölls en privat middag på Drottningholms slott där brudparet hade möjlighet att bjuda in privata vänner och bekanta. Dagen före vigseln hölls en privat lunch på Sturehofs slott som kungaparet var värdar för. Därefter var Sveriges regering under statsminister Fredrik Reinfeldt värd för en mottagning i Stockholms stadshus under vilken Sveriges kommuner och landsting gratulerade kronprinsessparet. Efter mottagningen bjöd regeringen på middag i Eric Ericsonhallen. 
Riksdagen gav brudparet en festkonsert under kvällen på Stockholms konserthus. Där uppträdde bland andra popgruppen Roxette, Kungliga Filharmonikerna, Malena Ernman, Roland Pöntinen, Magnus Uggla, Helen Sjöholm, Martin Fröst, Salem Al Fakir, Lars Cleveman, Peter Jöback, Orphei Drängar, Sarah Dawn Finer, Peter Mattei, Cæcilie Norby, Silje Nergaard, Rigmor Gustafsson, Lisa Nilsson, The Real Group, Wu Zhengdan och barnkör från Adolf Fredriks musikklasser. Dagen efter vigseln serverades bröllopsgästerna brunch.

## Bröllopsdagen

### Vigsel i Storkyrkan

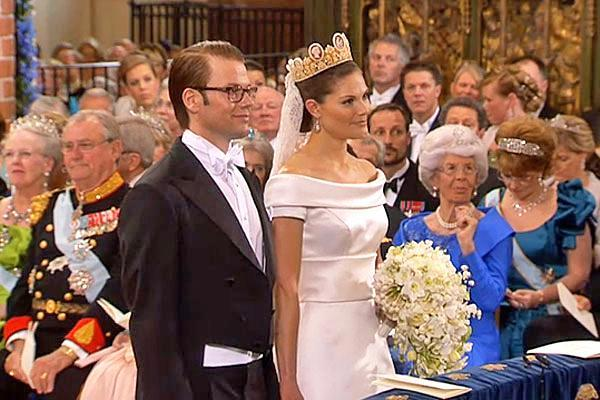
Brudparet vid altaret i Storkyrkan.

Vigseln i Storkyrkan inleddes 15:30 med ärkebiskop Anders Wejryd som vigselförrättare. Övriga officianter var överhovpredikant Lars-Göran Lönnermark, biskopen i Lunds stift Antje Jackelén och domprosten Åke Bonnier. Framme vid altaret låg tronföljarkronan (Karl (X) Gustavs arvfurstekrona) och en prinskrona (prins Wilhelms krona) samt Serafimerordens insignier och baner. Vid koret låg Savonneriemattan från 1700-talet.
Brudklänningen var designad av Pär Engsheden och uppsydd i pärlvit dubbelsidig sidenduchesse. Klänningen var kortärmad och hade en utåtvikt krage. Klänningens släp, som var fastknäppt i ett midjeskärp, var fem meter långt. Till detta bar bruden samma slöja i brysselspets som hennes mor burit, drottning Sofias spetsslöja, och dessutom samma kamédiadem som modern. I brudbuketten fanns vita blommor, bland annat liljekonvalj, rosor, pelargoner, doftranka, luktärt och pioner. Brudparets brudnäbb bestod av tio barn. Där ingick kronprinsessans gudbarn prinsessan Ingrid Alexandra av Norge, prins Christian av Danmark och prinsessan Catharina-Amalia av Nederländerna. Vidare fanns brudparets släkt på båda sidor representerade. Flickorna hade pärlvita långklänningar i sidenorganza och pojkarna bar sjömanskostym. Förutom brudparets familjer närvarade vid bröllopet representanter för Sverige och dess organisationer, utländska kungahus och regeringar samt personliga vänner och personer som representerade kronprinsessans beskyddarskap.
Den musikaliskt ansvarige för högtiden i Storkyrkan var, liksom vid vigseln mellan kronprinsessans föräldrar, domkyrkoorganisten i Stockholms domkyrkoförsamling, hovorganisten Gustaf Sjökvist. Vid bröllopet uruppfördes "Bröllopsmarsch till Victoria och Daniel" av Hugo Westling, "Hymn" till texter ur Psaltaren 57:9–12 och Höga Visan 8:6 av Karin Rehnqvist, "Vilar glad. I din famn" av Kristina Lugn och Benny Andersson, samt "When You Tell the World You're Mine" av Jörgen Elofsson och John Lundvik. Vidare sjöngs psalm 201 i Den svenska psalmboken ("En vänlig grönskas rika dräkt"), tonsatt av Waldemar Åhlén, med text av Carl David af Wirsén. Vid ingången till Storkyrkan framträdde Adolf Fredriks flickkör under ledning av dirigenten Bo Johansson samt spelmännen Hugo och Thomas Westling. Musiken i kyrkan framfördes av Mattias Wager, Jeanette Köhn, blåsare från Försvarsmusikcentrum, Kungliga Filharmonikerna, Orsa Spelmän, Gustaf Sjökvists kammarkör, Storkyrkans kör, Agnes Carlsson och Björn Skifs.
Ingångsmarschen var "The Duke of Gloucester march" arrangerad för orgel och trumpeter. Utgångsmarsch var Praise the Lord with drums and cymbals som i likhet med ingångsmarschen spelades på orgel. Efter vigseln, i Storkyrkans vapenhus, tilldelades prins Daniel Serafimerordens band och kraschan.

### Kortege genom Stockholm

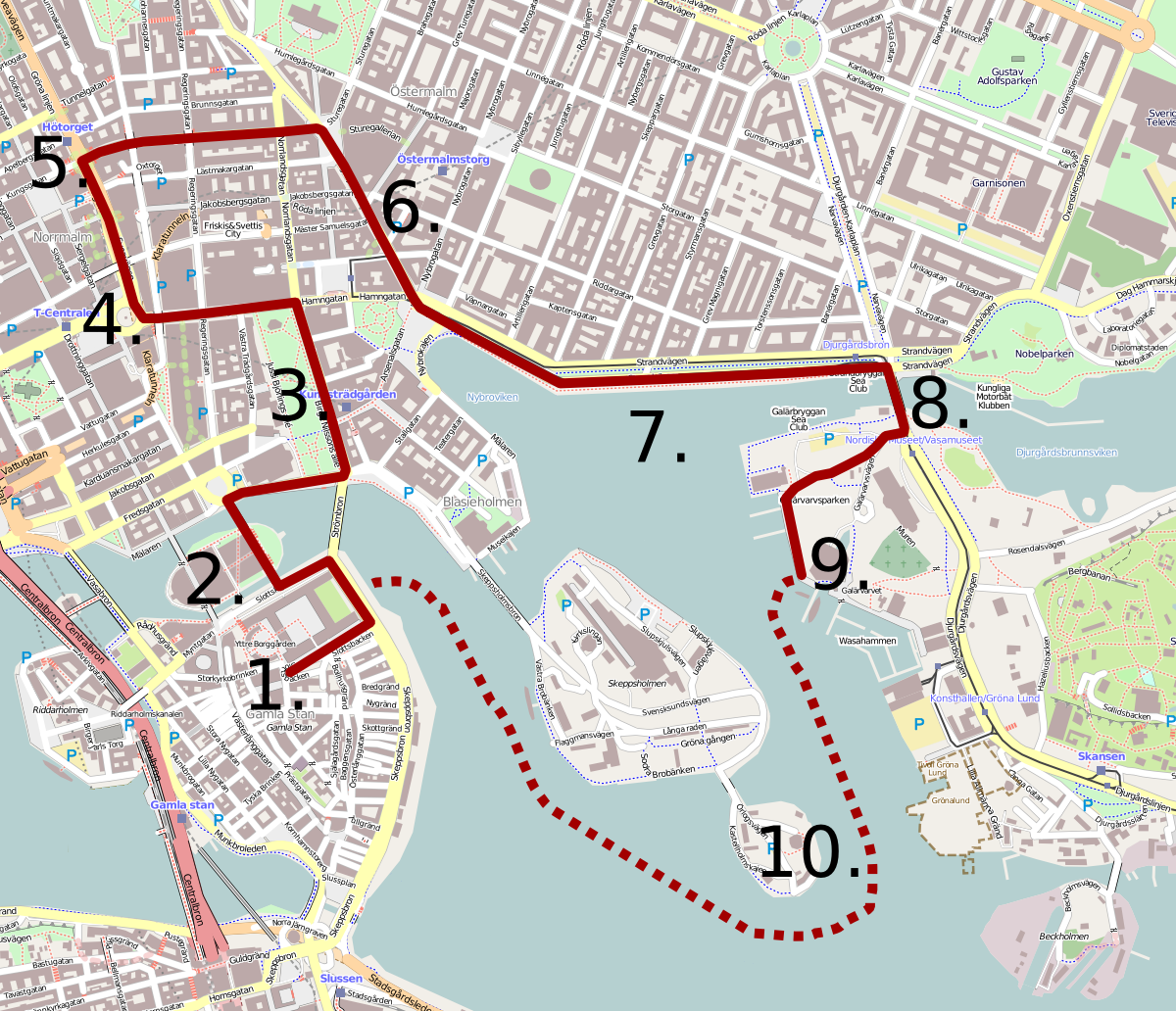
Karta över kortegevägen:
1: Storkyrkan, 2: Helgeandsholmen, 3: Kungsträdgården, 4: Sergels torg, 5: Stockholms konserthus, 6: Birger Jarlsgatan, 7: Strandvägen, 8: Djurgårdsbron, 9: Vasamuseet, 10: Kastellholmen.

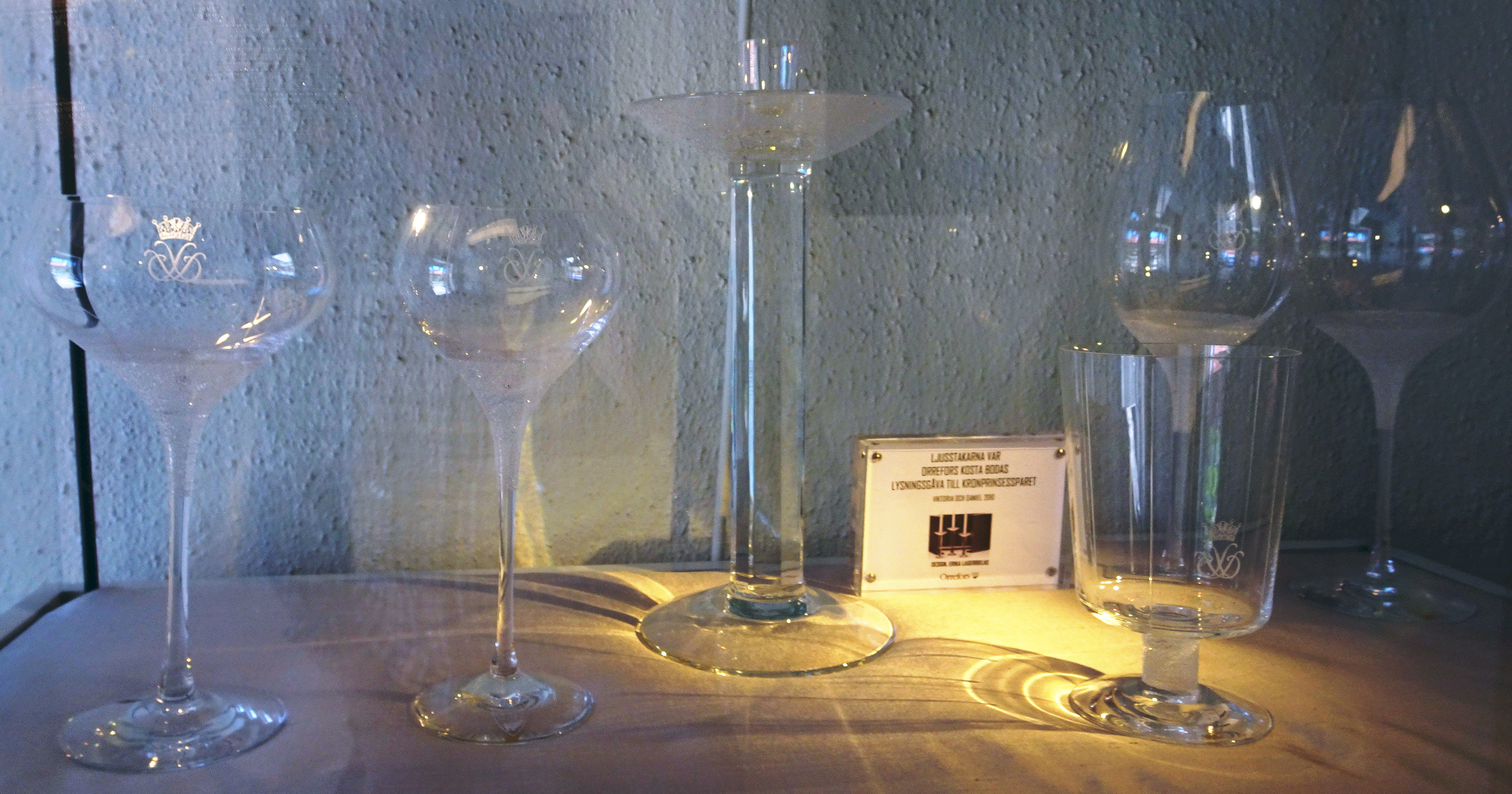
Bröllopsservicen från svenska folket för Kronprinsessan Viktoria och Daniel Westling formgiven av Erika Lagerbielke.

Efter vigseln i Storkyrkan genomförde brudparet en bröllopskortege som tog omkring en timme över land och vatten i centrala Stockholm. Brudparet färdades först i en paradkalesch förspänd med ett fyrspann à la Daumont. Bak på vagnen satt två lakejer. Vagnen föregicks av ridande polis samt en förtropp av dragoner. Direkt före vagnen red två förridare från hovstallet. Vid sidan av vagnen gick civila Säpovakter. Direkt efter vagnen red hovstallmästaren och stallmästaren. Efter följde polisens skottsäkra BMW E67 och därefter en eftertropp av dragoner.
Färden gick via Slottsbacken ner till Skeppsbron och sedan vidare över Norrbro till Gustav Adolfs torg. Där svängde kortegen mot öst och Strömgatan. Vid Karl XII:s torg gick färden norrut på Kungsträdgårdsgatan och sedan via Hamngatan, Sveavägen och Kungsgatan till Stureplan, därifrån via Birger Jarlsgatan till Dramaten, där kortegen svängde in på Strandvägen. Därefter gick färden via Djurgårdsbron till området vid Vasamuseet, vilket tog ungefär en halvtimme. Brudparet gick ombord på Vasaorden för en halvtimmes rodd över vattnet förbi Skeppsholmen och Kastellholmen, och landsteg vid Logårdstrappan, invid Kungliga slottet. Under tiden kortegen ägde rum flög även arton JAS 39 Gripen över Stockholm samt sköts 21 salutskott. Kortegevägen kantades av uppskattningsvis en halv miljon personer.
Väl uppe på Logårdstrappan möttes brudparet av sina föräldrar och gick genom slottet till balkongen på Lejonbacken, för att ta emot hyllningar från de många tusen människor som samlats nedanför. Både kronprinsessan och kungen höll där tal till svenska folket och kungen avslutade med ett fyrfaldigt leve för brudparet. Nedanför Lejonbacken framförde Sveriges Körförbund sina gratulationer genom att 300 körsångare under ledning av Cecilia Rydinger Alin framförde fem sånger. Sångarna tillhörde körerna Allmänna Sången (Uppsala), Erik Westbergs Vokalensemble (Piteå), KFUM:s kammarkör (Stockholm), La Cappella (Uppsala), Maria Magdalena Motettkör (Stockholm), S:t Johannes kammarkör (Stockholm), Stockholms kammarkör, Stockholms Studentsångare och Svenska kammarkören (Göteborg). Hemvärnets Musikkår Guldsmedshyttan var också på plats och spelade längs kortegevägen. Sångerna som framfördes var Benny Anderssons "Duvemåla hage", "Brudmarsch" från Valbo, Gästrikland, August Södermans "Önskevisa", Evert Taubes "Så skimrande var aldrig havet" och avslutningsvis Pontus Estlings "Sommarbröllop".

### Middag och dans
Under kvällen hölls en middag på Stockholms slott. Måltiden intogs i Rikssalen. Menyn bestod av havskräfta, citrusmarinerad torsk och kall grön ärtsoppa. Därefter åts Landöröding med örttäcke, pocherat vaktelägg, grön sparris och rödbeta från Gotland samt nässel- och ramslökssås. Så följde kalvytterfilé från Stenhammars slott med rostad schalottenlökskrisp, potatisgratäng med Allerum prästost, tomatterrin, timjanskokta morötter i vitkål och dragonsky och slutligen till dessert jordgubbsmousse med rabarberinteriör och vaniljglass i vit choklad. Kocken Stefano Catenacci och brudparet hade komponerat menyn. De drycker som serverades under middagen bestod av enbart franska viner: Pommery Millésimé Grand Cru 2000, Sancerre Les Pierris 2008 Domaine Roger Champault, Pommard 1:er Cru Epenots 2002 Louis Jadot samt Château Simon 2007 Sauternes. Tal hölls av bland andra brudens och brudgummens fäder samt av brudgummen själv. Bröllopsmiddagen pågick fram till halv tolv-tiden. 
Efter middagen serverades bröllopstårta i Bernadottegalleriet. I korridorerna på vägen till galleriet gavs underhållning av Romeo och Juliakören. Bröllopstårtan var fyrklöverformad och bestod av mandelmarängbotten med champagnemousse och en curd av smultron. Tårtan var 3,3 meter hög, vägde 250 kilogram, hade elva våningar och var en bröllopsgåva från alla Sveriges konditorer genom branschorganisationen Sveriges bagare & konditorer. Kronprinsessparets bröllopstårta skapades av de fyra senaste svenska mästarna i konditori, dvs vinnare av tävlingen Årets Konditor. Efter tårtan spelades brudvalsen "Frühlingsstimmen" komponerad av Johann Strauss d.y., och därefter var det dans för alla gäster i Vita havet. Första dansen efter brudvalsen var Evert Taubes vals "Sommarnatt" ("Kom i min famn"). Sveriges Television fick för första gången, och som enda tv-bolag, filma bröllopsmiddagen, serveringen av bröllopstårtan och bröllopsvalsen. Filmning av middagen fick ske endast mellan rätterna, vid matens servering och vid tal.

#### Bröllopsgåvan
Svenska folkets lysningsgåva till kronprinsessan Victoria och Daniel Westling var en glasservis som glaskonstnären Erika Lagerbielke formgav på beställning av Sveriges regering och riksdag. Servisen, som bär kronprinsessparets spegelmonogram, består av fem delar: champangneskål, rödvinsglas, vittvinsglas, dessertvinglas och vattenglas.

#### Bröllopstårtan

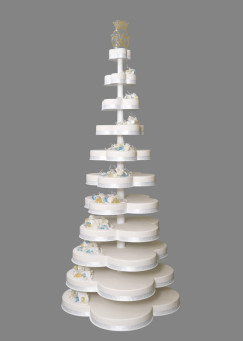
Kronprinsessparets bröllopstårta

Bröllopstårtan bestod av 11 våningar, var över tre meter hög och vägde 250 kilo. Varje tårta bestod av 11 lager. Över 300 arbetstimmar låg bakom hantverket.

### Gäster

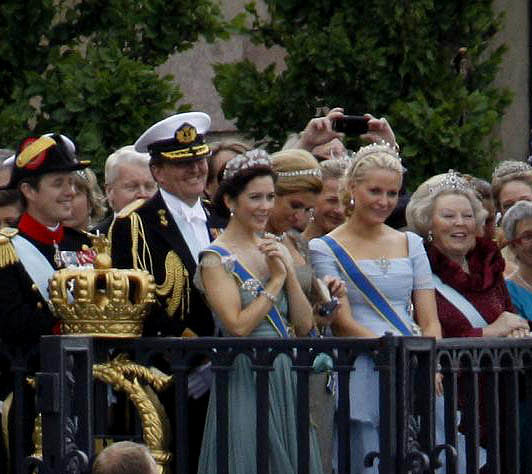
Gäster vid Logårdstrappan efter kortegen. Från vänster: Kronprins Frederik av Danmark, Kronprins Willem-Alexander av Nederländerna, Kronprinsessan Mary av Danmark, Kronprinsessan Máxima av Nederländerna, Kronprinsessan Mette-Marit av Norge och Drottning Beatrix av Nederländerna

Ett flertal utländska statschefer gästade bröllopet, bland annat Islands president Ólafur Ragnar Grímsson och Finlands president Tarja Halonen liksom monarkerna från Belgien, Danmark, Jordanien, Liechtenstein, Luxemburg, Monaco, Nederländerna och Norge. Japan representerades av kronprins Naruhito medan Spanien representerades av bland andra drottning Sofia och Storbritannien representerades av prins Edward och dennes hustru Sophie av Wessex. Även flera statslösa kungahus var representerade, bland andra Greklands, Serbiens, Bulgariens och Rumäniens. Bland de svenska gästerna fanns ledande politiska företrädare, myndighetsrepresentanter samt representanter för bland annat svenskt näringsliv liksom de utländska ambassadörerna i Stockholm. Brudens, och brudgummens, familjer var också rikligt representerade.
Kritik framfördes mot att representanter från flera diktaturer fanns med på gästlistan. Hovet förklarade detta med att man inte själv valde vilka diplomater som skulle bjudas, utan gick efter en lista sammanställd av Utrikesdepartementet. Det är brukligt att hela den diplomatiska kåren bjuds till offentliga statsceremoniella arrangemang.

## Smekmånad
Under bröllopsfestens vickning begav sig brudparet till Arlanda, där en Dassault Falcon 7X utlånad av Bertil Hult tog dem vidare till en smekmånad på Hults segelyacht Erica XII vid Bora Bora nordväst om Tahiti i Franska Polynesien. Semestern avslutades med en vistelse i Hults fastighet i Beaver Creek, Colorado. Resan har värderats till "flera miljoner" kronor.
Resan ifrågasattes av bland annat Dagens Nyheters ledarskribent Peter Wolodarski, och anmälningar inkom till Riksenheten mot korruption angående eventuellt mutbrott. Riksenheten beslöt dock att inte inleda någon förundersökning "då det saknas anledning till antagande att brott som hör under allmänt åtal har förövats".

## Mediebevakning

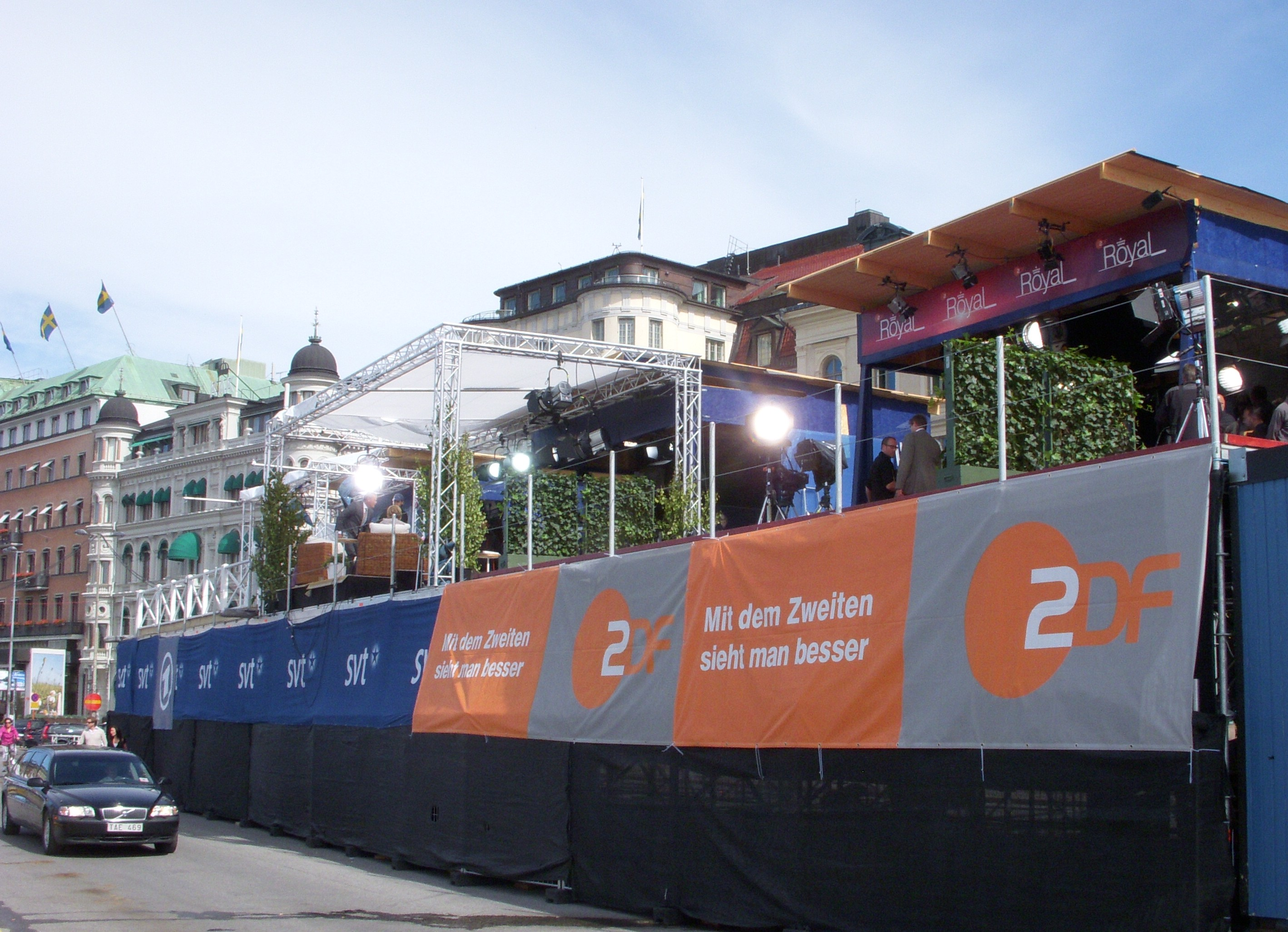
Mediabevakning: SVT:s studio tillsammans med tyska ARD och ZDF nedanför Nationalmuseum.

Flera massmedier satsade på ökad bevakning av den svenska kungafamiljen. Det var 1 960 ackrediterade journalister, varav 756 från utlandet. Bröllopet är den produktion med flest kameror och störst storlek på området som täckts in i en enskild produktion i Sveriges Televisions historia: 67 tv-kameror bevakade händelsen och ett tjugotal utländska produktionsbolag anslöt sig till sändningen.
SVT:s sändning som var 16 timmar lång pågick fram till klockan 00.50 den 20 juni 2010. Intresset från tyska media var stort. Tyska ZDF sände direkt mellan klockan 13.50 och 19.00 med bilder från egna kameror blandat med bilder från SVT, programmet hette Krönung einer Liebe. Även ARD, Sat.1 och RTL Television hade inslag från bröllopet.
TV4-Gruppen sände också från bröllopet från en studio vid Skeppsbron och hade bl.a. hovets före detta informationschef, Elisabeth Tarras-Wahlberg som kommentator under sändningarna. 
TT Spektra erbjöd färdiga webbsidor som tidningar utan egen bevakning av bröllopet kunde köpa in och lägga upp på sina egna webbsidor. Bevakningen kritiserades av bland andra metanyhetstjänsten Second Opinion Nyheter AB för ytlighet och brist på granskande reportage.

### Bojkott
SVT (Sveriges Television) begränsade utländska bolags möjligheter att använda rörliga bilder, med följden att Reuters, AP (Associated Press) och AFP (Agence France-Presse) beslöt att bojkotta all rapportering från bröllopet – det vill säga text, fotografier och rörliga bilder. Skälet var att nyhetsbyråerna inte godtog att SVT endast medgav att de visade kortare snuttar inom 48 timmar från bröllopet.

## Ekonomi

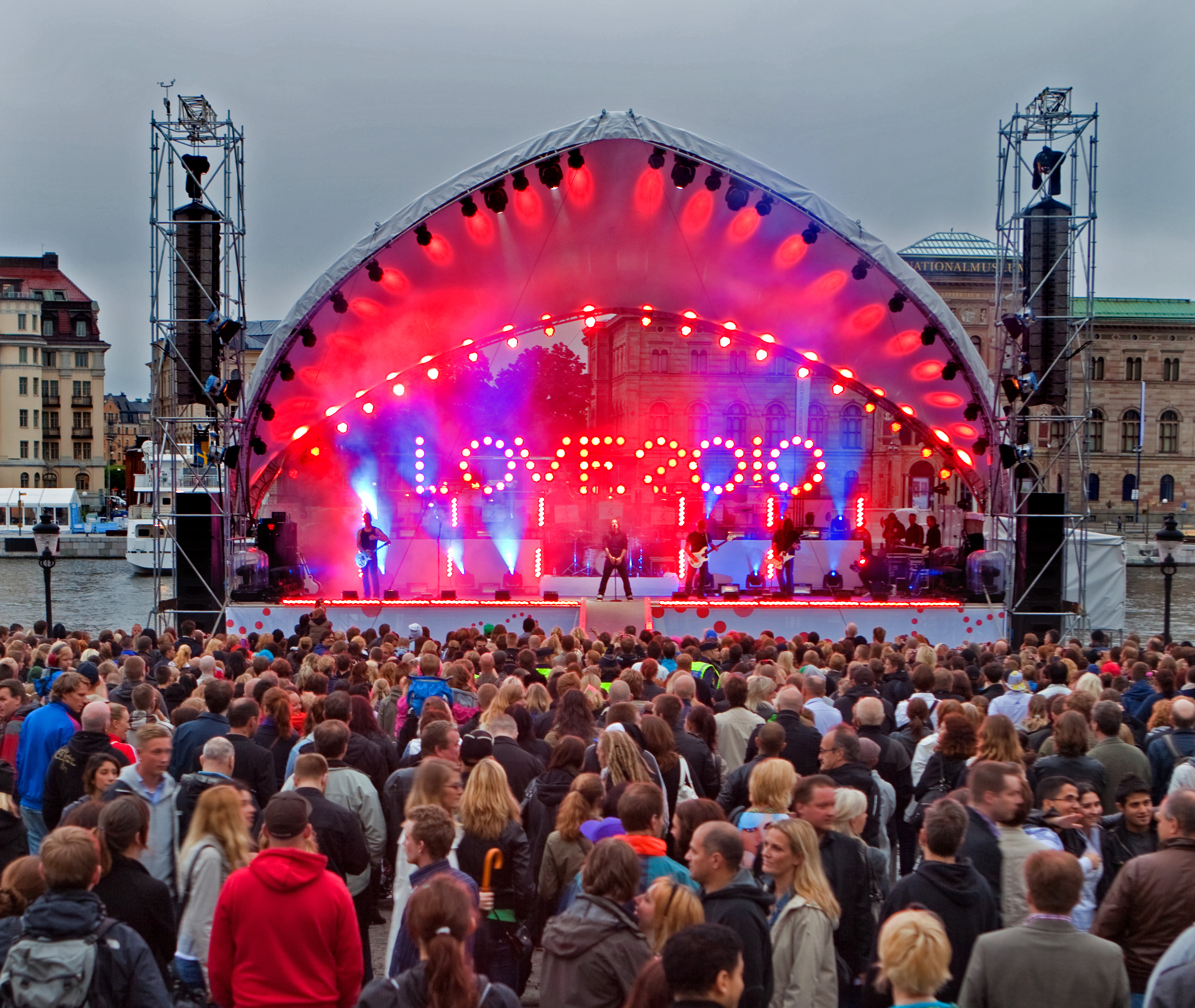
LOVE Stockholm 2010

Den totala kostnaden med anledning av bröllopet är inte känd, men omkostnaderna för evenemangen Love Stockholm och Love Ockelbo, renoveringen av Storkyrkan och Haga slott, Försvarsmaktens insatser, Utrikesdepartementets merkostnader, Stockholms stads trafikkontors merkostnader, Polisens bevakning och Riksdagens evenemang uppgår sammanlagt till cirka 100 miljoner kronor.
Kungliga hovet beräknade i maj själva bröllopets kostnader till cirka 20 miljoner kronor varav hälften betalas av kungafamiljen. Vid regeringens framläggning av statsbudgeten den 21 september meddelades att staten skjuter till fem miljoner kronor extra till hovet för bröllopet, "för att delvis bekosta den del av kronprinsessan Victorias bröllop som är en statsangelägenhet". Samtidigt meddelades att överlåtelsen av Haga slott blir en bröllopspresent från regeringen, och därtill ökas hovets årliga anslag med 3,5 miljoner kronor för att bekosta slottets underhåll.
Enligt en uppskattning av Svensk Handel kunde försäljningen av bröllopsrelaterade produkter under veckorna runt bröllopet komma att uppgå till cirka 2,5 miljarder kronor. Stockholm Business Regions verkställande direktör Olle Zetterberg uttalade att organisationen skulle finansiera plantering av blomsterarrangemang i Stockholm inför bröllopet.
Medieanalysföretaget MediaPilot beräknade att bröllopet gav publicitet över världen som är värt mer än två och en halv miljard kronor där det betydelsefullaste landet var Tyskland.
Under januari till april 2010 rengjordes och renoverades Storkyrkan inför bröllopet. Kostnaden beräknades till 12,4 miljoner kronor och det var ungefär 20 år sedan kyrkobyggnaden senast rengjordes antikvariskt.
Ett av sidoarrangemangen var Love Stockholm 2010 som startade redan två veckor innan bröllopet. Stockholms stads och TV4-Gruppen:s bröllopsfestival marknadsfördes av "The Capital of Scandinavia" och sponsrades av olika företag med 20 miljoner kronor, däribland Apoteket.

## Bilder från bröllopsdagen

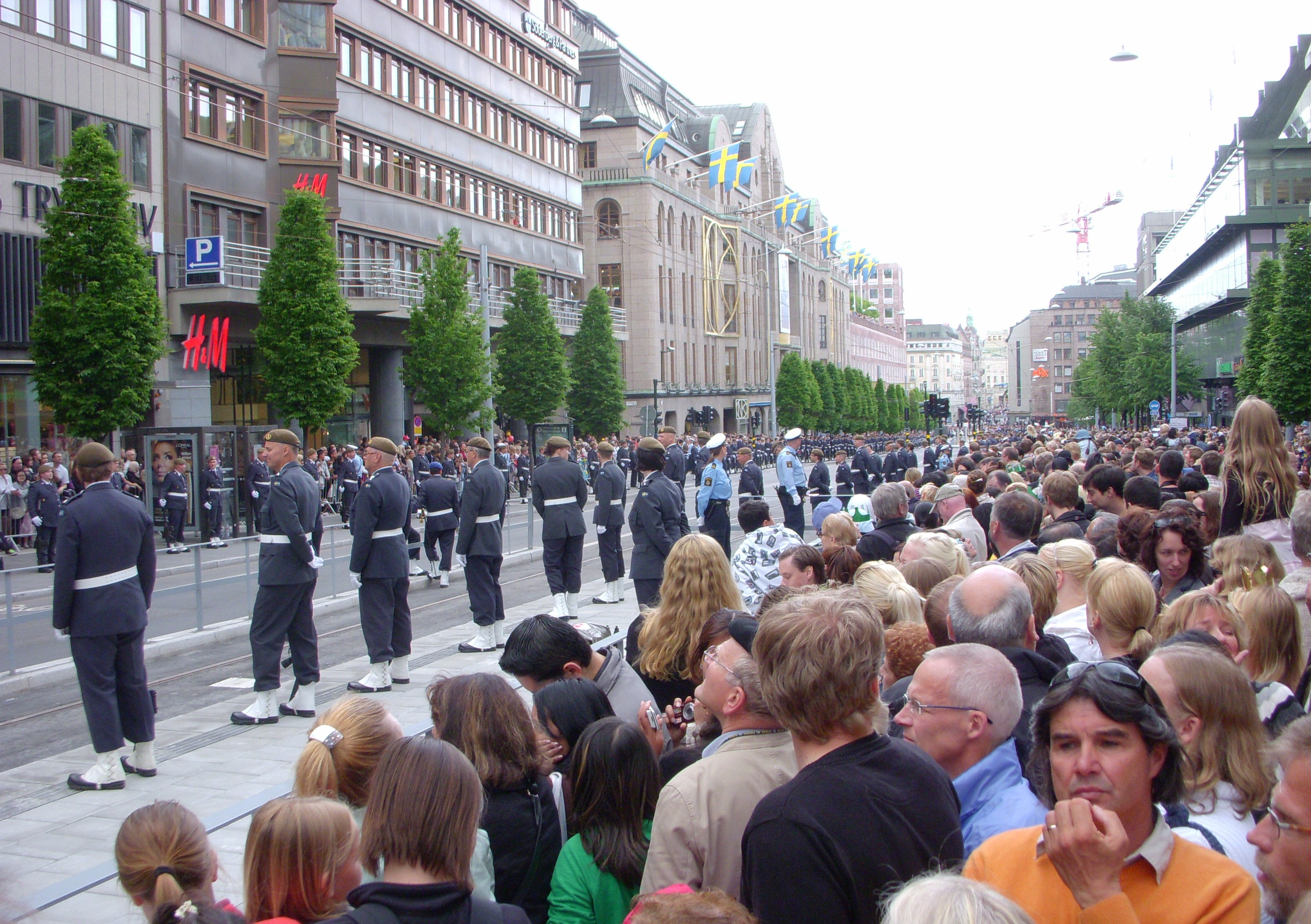
I väntan på kortegen, Hamngatan kl. 16.30.
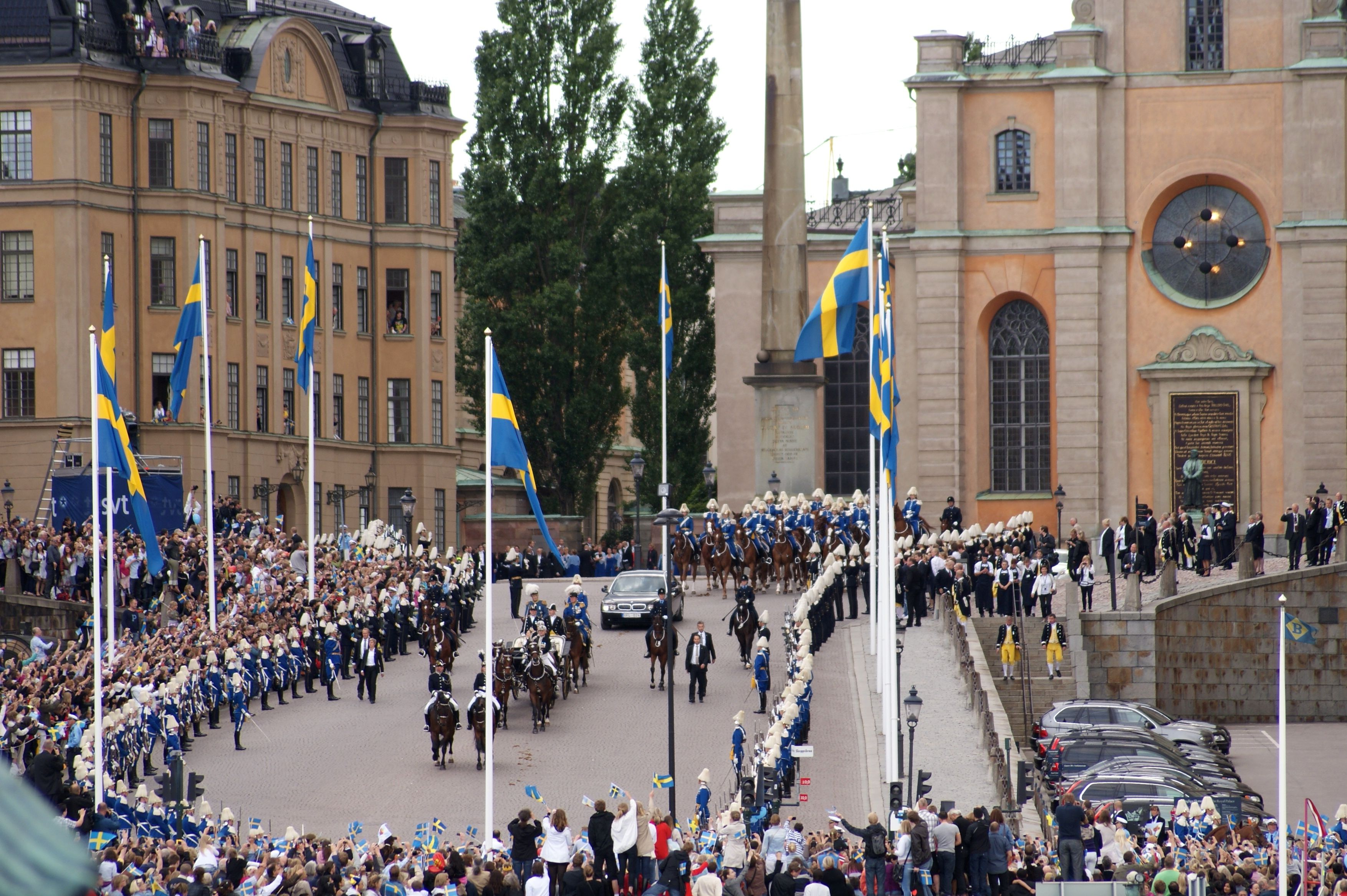
Kortegen på Slottsbacken. kl. 16.44.
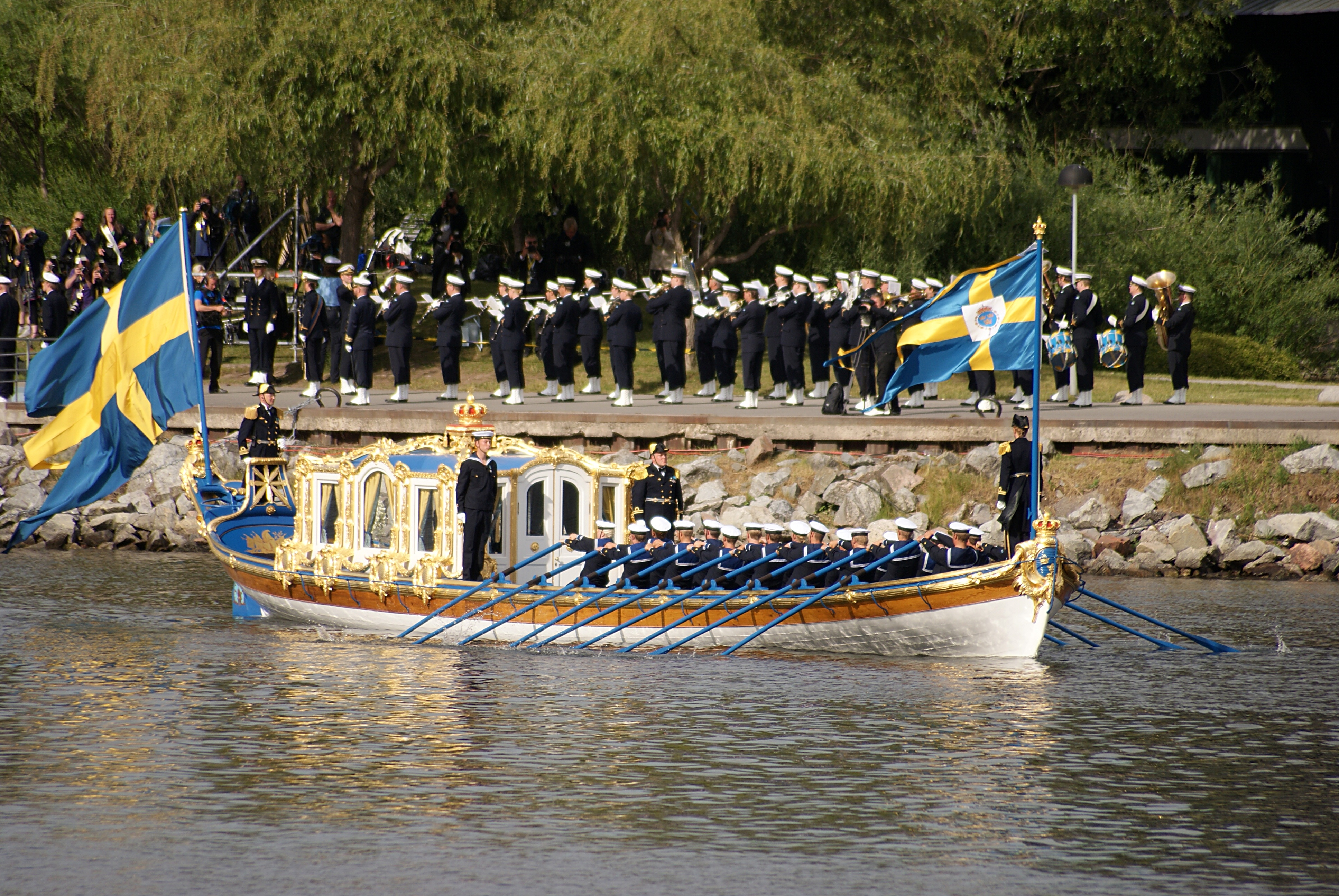
Vasaorden på väg från Djurgården till Logårdstrappan kl. 17.20.
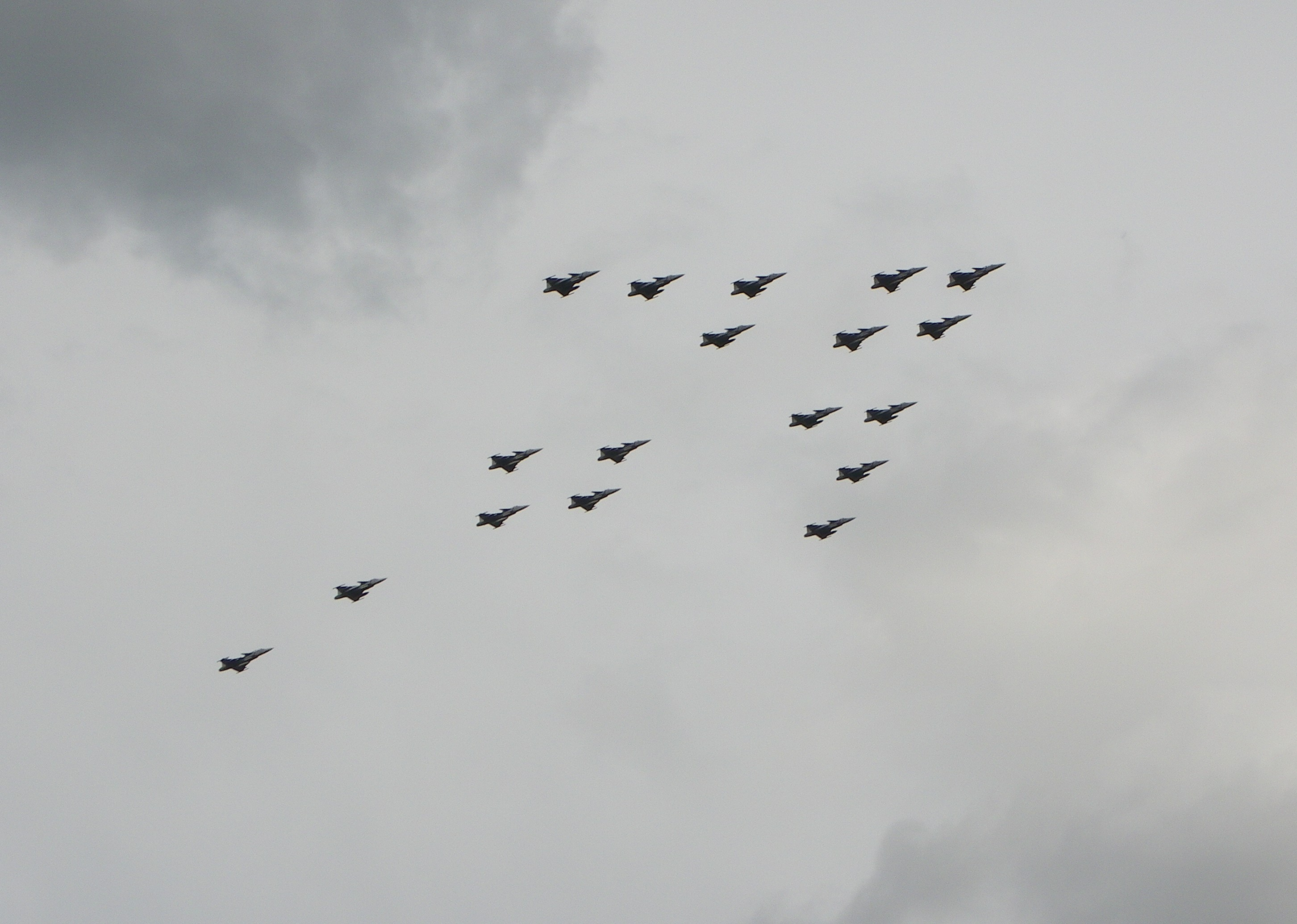
18 JAS 39 Gripen flög över Stockholm kl. 17.36.

## Den officiella bröllopsserien
Den officiella bröllopsserien – The official wedding series var en serie av choklad, smycken med mera som såldes inför bröllopet till förmån för Kronprinsessparets Bröllopsstiftelse. Det såldes också bestick, servetter, servetthållare, ljushållare, assietter, muggar, godis, glas, skålar, koppar, vaser, brickor, väskor, glasunderlägg, smycken etcetera.